# John White Geary

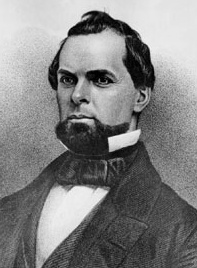
John W. Geary

John White Geary (30 de diciembre de 1819 - 8 de febrero de 1873) fue un abogado, político, masón y general del ejército norteamericano durante la Guerra Civil. 

## Carrera política
Fue el primer alcalde de la ciudad de San Francisco, California recién independizada de México. También fue gobernador del entonces territorio de Kansas y el gobernador número 16 de Pennsylvania.